# Sony LIBRIé

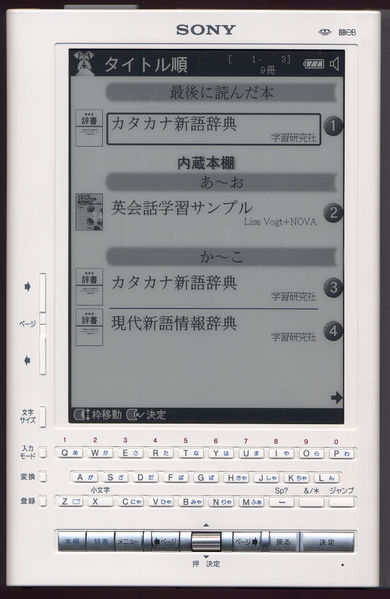
A japán Sony LIBRIé EBR-1000EP olvasó

A Sony LIBRIé EBR-1000EP volt a világ első, kereskedelemben kapható E Ink technológiájú e-papírt használó e-könyv-olvasó készüléke, egyben a Sony első, eredeti e-könyv-olvasója. 2004 áprilisában jelent meg (nem e-papír-kijelzős, pl. LCD kijelzős dedikált olvasók már korábban is léteztek). Ezt a típust csak Japánban árulták, a külső piacon nem tervezték megjelentetni. Ennek ellenére online kereskedőkön és magánimporton keresztül megjelent az Egyesült Államokban és Oroszországban, és készült hozzá külső fejlesztőtől származó angol nyelvű firmware-frissítés is. A képernyő mérete és felbontása megegyezik a későbbi Sony Reader eszközökével.
A készüléken a nyers szövegfájlokon kívül egyféle, a Sony saját BBeB (BroadBand eBook) formátumában lévő dokumentumokat lehetett olvasni. A formátumnak van dokumentumvédelem nélküli változata, ez az LRF, és DRM-mel ellátott változata, ez az LRX fájlformátum. Mindkettő (nyílt) LRS formátumú forrásból készülhet. Az LRF formátumot a Sony Reader is használta 2009-ig, az DRM-mel ellátott LRX változat nem kompatibilis a későbbi LRX formátummal.
Az eszközt csak windowsos PC-khez lehetett csatlakoztatni, Macintosh és Linux rendszerű gépekhez nem; Windows-hoz viszont volt ingyenes nyomtatási lehetőség. Adatokat memóriakártyán vagy USB-n keresztül lehetett a készülékre küldeni.
A készülék újdonságot jelentett a nyomtatott papírhoz hasonló képernyőjével, azonban a felhasználók nem kedvelték meg az eszközt, barátságtalan tulajdonságai miatt, pl. hogy a vásárolt (gyakorlatilag: kölcsönzött) könyvek 60 nap után törlődtek az eszközről. Ez volt az elődje a Sony néhány évvel később megjelent Sony Reader készülékcsaládjának is.

## Jellemzők
- Kijelző:	E Ink rendszerű elektromos papír, 6 inch képátló
- Felbontás:	SVGA, 800 × 600 képpont, kb. 170 dpi (vagy ppi, pixels per inch)
- Képméret:	6 féle
- Színek:	monokróm, 4 szürkeárnyalat (2 bites színkódolás)
- Hang:	beépített mono hangszóró (speaker)
- CPU:	Freescale Dragonball MX család, MC9328MX1 (ARM920T mag, 200 MHz, 98,09 BogoMIPS)[3]
- Operációs rendszer:	Sony Linux,[4] NSC Linux version 1.2.0 Patch 4.2 (MontaVista distribution)[3]
- Beépített memória:	kb. 10 MiB
- Interfész:	Memory Stick foglalat, USB 2.0 és fejhallgató csatlakozó, belső UART-0 és UART-1 (root console)[3]
- Kezelőszervek:	funkciógombok, görgetőkerék, mini QWERTY billentyűzet
- DRM:	OpenMG (Sony)
- Egyéb funkciók:	szótári keresés, audio-levelezés (hangszóró és fejhallgató-csatlakozó)
- Áramellátás:	4 db AAA elem, AC adapter
- Élettartam (elektromos):	kb. 10 000 lapozás egy készlet elemmel
- Méretek:	kb. 126 mm × 190 mm × 13 mm (általános vastagsága 9,5 mm)
- Súly:	kb. 190 g tok és elemek nélkül, 300 g tokkal és elemekkel együtt
- Tartozékok:	borító, USB kábel, AC adapter és vezeték, 4 db. AAA elem, CD-ROM („LIBRIé for Windows” szoftver), kézikönyv
- Ár:	41 790 jen a bevezetéskor (kb. 220 GBP[5] v. 400 amerikai dollár[6])

## Történet
A Sony Librié a Sony, Philips, Toppan printing és az E Ink Corporation hároméves együttműködésének eredménye. Ez a hordozható e-könyv-olvasó egy PDA-hoz hasonló méretű és funkcionalitású (árában is hasonló) eszköz, de sokkal több kezelőszervvel rendelkezik, pl. görgetőkerékkel és billentyűzettel, ami a jegyzetelést is lehetővé teszi.
Az olvasót csak Japánon belüli felhasználásra szánták, a könyveket online előfizetéses szolgáltatáson keresztül lehetett beszerezni. Az olvasók más tartalmakat is letölthettek, pl. újságokat, képregényeket és weboldalakat.